# Anthophora mephistophelicana
Anthophora mephistophelicana är en biart som beskrevs av Embrik Strand 1911. Anthophora mephistophelicana ingår i släktet pälsbin, och familjen långtungebin. Inga underarter finns listade i Catalogue of Life.